# Chef de l'opposition (Barbade)
Pour les articles homonymes, voir Chef de l'opposition.
À la Barbade, le chef de l'opposition (en anglais : Leader of the Opposition, abrégé en LO) est un poste parlementaire occupé par le député qui dirige le plus grand parti ou groupe parlementaire ne faisant pas partie du gouvernement.
En vertu de l'article 74 de la Constitution barbadienne, le chef de l'opposition est nommé par le président de la Barbade, qui choisit le député qui à son avis peut obtenir la confiance de la majorité des élus d'opposition de l'Assemblée. Par convention, ce poste est généralement attribué au chef du parti ayant le deuxième plus grand nombre de sièges.

## Fonctions
La démocratie parlementaire barbadienne s'inscrit dans le cadre du système de Westminster. Le chef de l'opposition possède ainsi de nombreuses prérogatives spéciales, comme le fait d'être consulté par le Premier ministre sur un certain nombre de nominations à des postes gouvernementaux et judiciaires, et par le président sur la nomination des deux membres du Sénat (chambre haute du Parlement) représentant la minorité. Il dispose d'un salaire privé de 129 000 dollars barbadiens.

## Histoire du poste
Auparavant officieux, le poste est constitutionnalisé lors de l'indépendance de la Barbade le 30 novembre 1966. Le premier chef de l'opposition est Grantley Herbert Adams, qui occupe cette fonction jusqu'en 1970. Depuis son institution, douze personnes se sont succédé à ce poste. Quatre chefs de l'opposition l'ont été à deux reprises et sept sont devenus Premiers ministres.
Bien que la Barbade ait un système bipartite entre le Parti travailliste de la Barbade (BLP) et le Parti travailliste démocrate (DLP), les élections législatives ont parfois permis au chef d'un troisième parti de prendre la tête de l'opposition parlementaire. Ainsi, en 1989, Richard Haynes devient chef de l'opposition après avoir quitté le DLP et fondé le Parti démocrate national (en) (NDP). Cette situation se reproduit en 2018 : alors que le BLP a remporté toutes les circonscriptions lors des élections législatives, Joseph Atherley (en) quitte le parti après le scrutin pour devenir chef de l'opposition, créant le Parti populaire pour la démocratie et le développement (PdP).
Jusqu'à l'instauration de la république le 30 novembre 2021, le chef de l'opposition était nommé par le gouverneur général, agissant au nom du monarque, et était appelé « chef de la loyale opposition de Sa Majesté » (en anglais : Leader of Her Majesty's Loyal Opposition),.

## Liste des chefs de l'opposition
| No                                                                             | Portrait | Titulaire                                                   | Début | Fin  | Parti politique | Parti politique                                        |
| ------------------------------------------------------------------------------ | -------- | ----------------------------------------------------------- | ----- | ---- | --------------- | ------------------------------------------------------ |
| 1                                                                              |          | Grantley Herbert Adams (12 avril 1898 – 28 novembre 1971)   | 1966  | 1970 |                 | Parti travailliste de la Barbade                       |
| 2                                                                              |          | Harold Bernard St. John (16 août 1931 – 29 février 2004)    | 1970  | 1971 |                 | Parti travailliste de la Barbade                       |
| 3                                                                              |          | Tom Adams (24 septembre 1931 – 11 mars 1985)                | 1971  | 1976 |                 | Parti travailliste de la Barbade                       |
| 4                                                                              |          | Frederick Smith (en) (6 juillet 1924 – 11 juillet 2016)     | 1976  | 1978 |                 | Parti travailliste démocrate                           |
| 5                                                                              |          | Errol Barrow (21 janvier 1920 – 1er juin 1987)              | 1978  | 1986 |                 | Parti travailliste démocrate                           |
| 6                                                                              |          | Henry de Boulay Forde (en) (20 mars 1933 – 15 octobre 2024) | 1986  | 1989 |                 | Parti travailliste de la Barbade                       |
| 7                                                                              |          | Richard Haynes (en) (10 juin 1936 – 23 juin 2013)           | 1989  | 1991 |                 | Parti démocrate national (en)                          |
| (6)                                                                            |          | Henry de Boulay Forde (en) (20 mars 1933 – 15 octobre 2024) | 1991  | 1993 |                 | Parti travailliste de la Barbade                       |
| 8                                                                              |          | Owen Arthur (17 octobre 1949 – 27 juillet 2020)             | 1993  | 1994 |                 | Parti travailliste de la Barbade                       |
| 9                                                                              |          | David Thompson (25 décembre 1961 – 23 octobre 2010)         | 1994  | 2001 |                 | Parti travailliste démocrate                           |
| 10                                                                             |          | Clyde Mascoll (en) (né le 15 décembre 1959)                 | 2001  | 2006 |                 | Parti travailliste démocrate                           |
| (9)                                                                            |          | David Thompson (25 décembre 1961 – 23 octobre 2010)         | 2006  | 2008 |                 | Parti travailliste démocrate                           |
| 11                                                                             |          | Mia Mottley (née le 1er octobre 1965)                       | 2008  | 2010 |                 | Parti travailliste de la Barbade                       |
| (8)                                                                            |          | Owen Arthur (17 octobre 1949 – 27 juillet 2020)             | 2010  | 2013 |                 | Parti travailliste de la Barbade                       |
| (11)                                                                           |          | Mia Mottley (née le 1er octobre 1965)                       | 2013  | 2018 |                 | Parti travailliste de la Barbade                       |
| 12                                                                             |          | Joseph Atherley (en) (né le 26 février 1954)                | 2018  | 2022 |                 | Parti populaire pour la démocratie et le développement |
| Vacance du poste de chef de l'opposition du 19 janvier 2022 au 12 février 2024 |          |                                                             |       |      |                 |                                                        |
| 13                                                                             |          | Ralph Thorne (en) (né au XXe siècle)                        | 2024  | –    |                 | Parti travailliste démocrate                           |